# Kapel Sibbergroeve

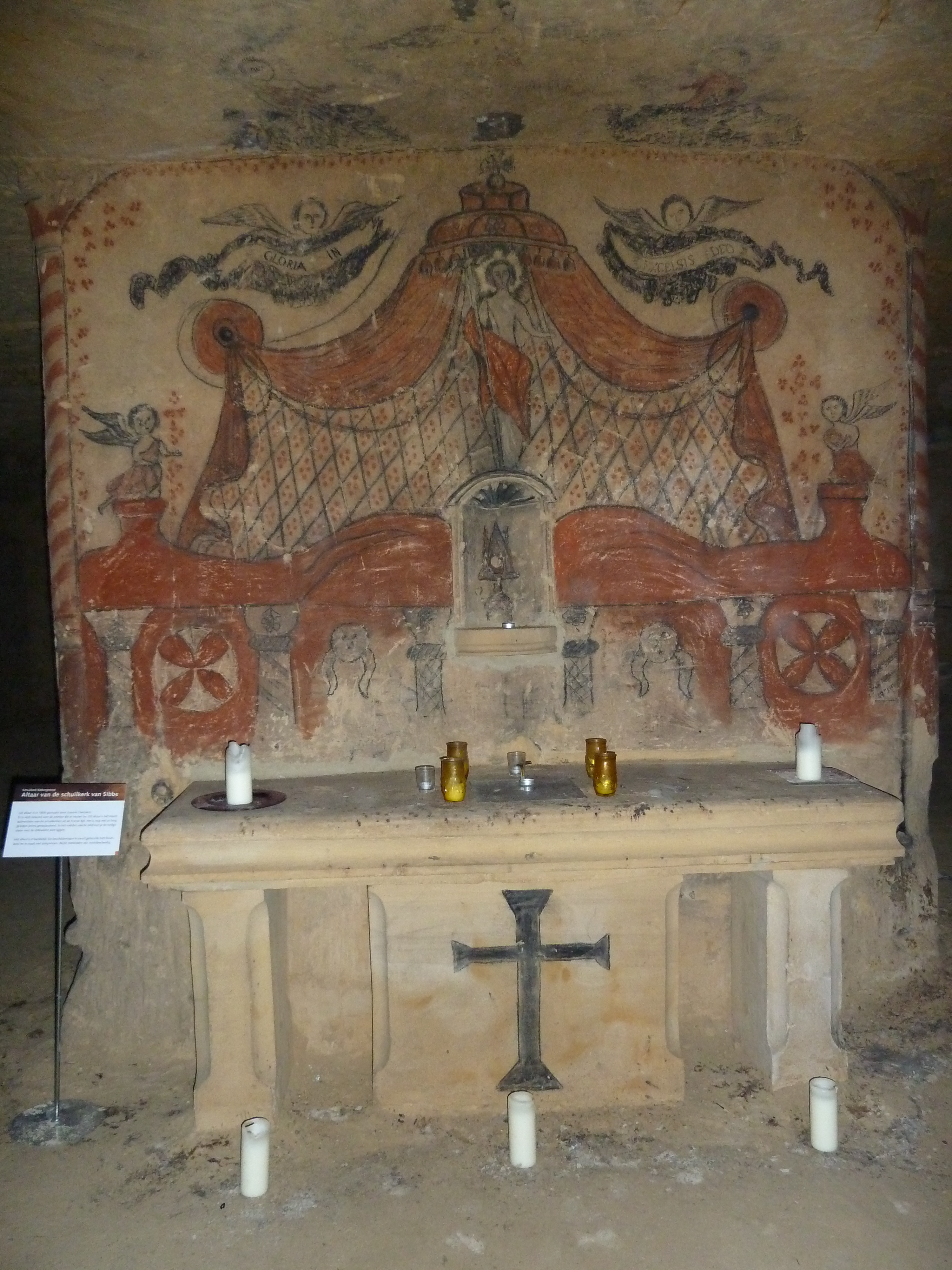
Altaar

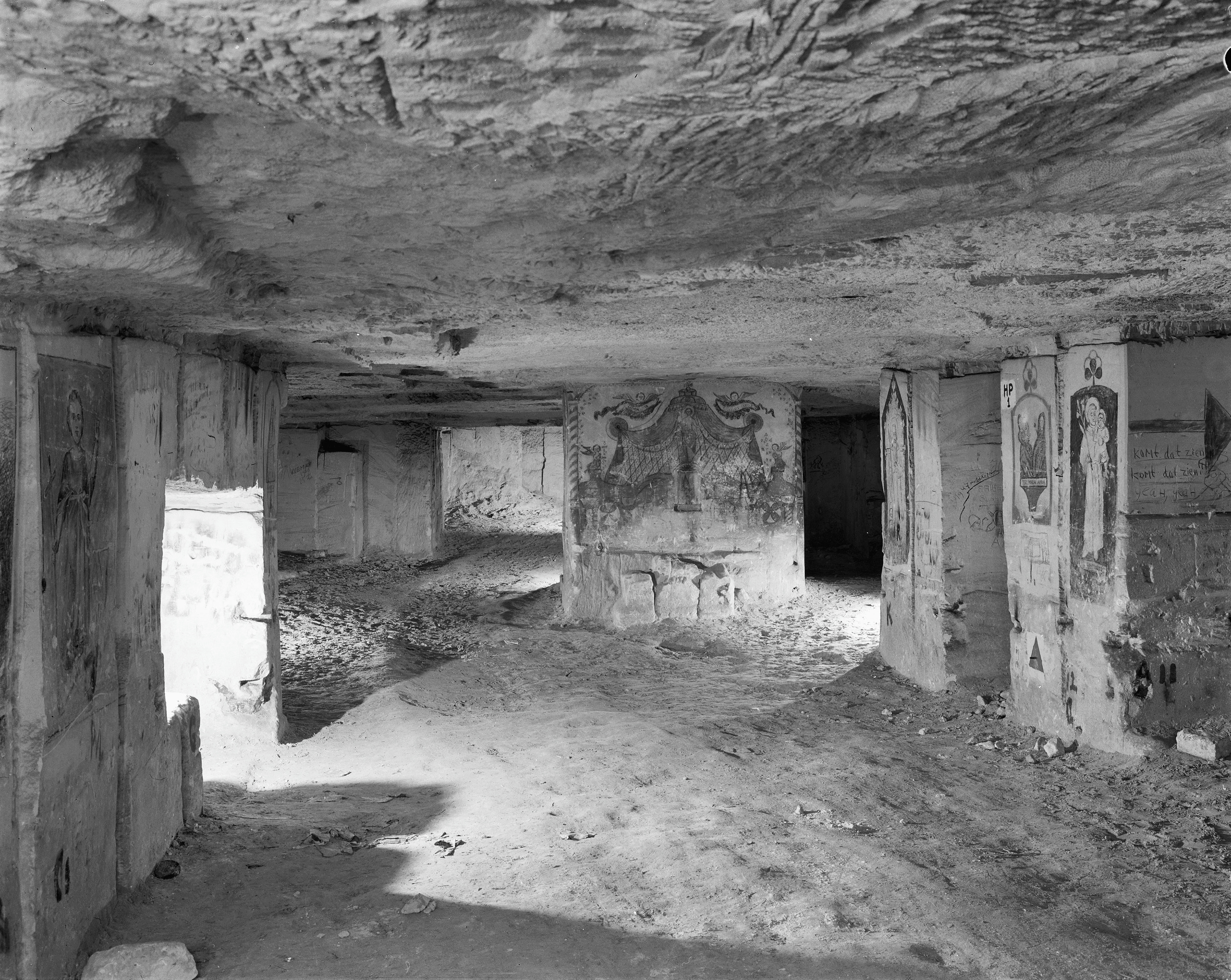
Kapel Sibbergroeve

De kapel in de Sibbergroeve is een schuilkapel in Sibbe in de Nederlands Zuid-Limburgse gemeente Valkenburg aan de Geul. De ondergrondse kapel bevindt zich in het gangenstelsel van de Sibbergroeve, ongeveer recht onder de bovengrondse Sint-Rozakapel.

## Geschiedenis
In 1799-1800 werd de kapel ingericht als schuilkapel. Nadat aan het einde van de 18e eeuw Frankrijk een republiek werd, kwamen vanaf 1794 de zuidelijke Nederlanden onder sterke invloed van de Franse heerschappij, waarbij de sterke invloed van de kerk werd teruggedrongen. In 1797 kwamen priesters in dienst van de overheid en moesten trouw zweren aan de Franse grondwet. Veel priesters weigerden dat en gingen in Zuid-Limburg (letterlijk) ondergronds in schuilkapellen zoals in de Sibbergroeve.
Op 14 maart 1967 werd de kapel ingeschreven in het rijksmonumentenregister.
In 1976 werd de kapel gerestaureerd.

## Bouwwerk
De kapel is aangelegd in een onderaardse mergelgroeve, de Sibbergroeve. De kapel is aangelegd met een grillig plattegrond. Uit de kalksteen is een altaar uitgehouwen en op de wand erboven zijn schilderingen aangebracht. Aan het plaffond hangt een kroonluchter. Op de verschillende wanden zijn wandtekeningen aangebracht.